# Ioan Folea
Ioan Folea (n. 30 ianuarie 1887, Șilea – d. 21 mai 1943, Târnăveni) a fost un deputat în Marea Adunare Națională de la Alba Iulia, organismul legislativ reprezentativ al „tuturor românilor din Transilvania, Banat și Țara Ungurească”, cel care a adoptat hotărârea privind Unirea Transilvaniei cu România, la 1 decembrie 1918.:p. 77

## Biografie
Născut în  localitatea Șilea în anul 1887, Ioan a urmat studiile superioare la Facultatea de Drept și Științe Politice din Budapesta, studii în urma cărora, va ocupa postul de avocat în localitatea Târnăveni. Devine membru al Despărțământului Târnăveni al Astrei iar mai târziu se va deosebi ca membru al Consiliului Național Român al comitatului Târnava Mică. După anul 1918, este numit subprefect al județului Târnava Mică și devine membru al P.N.L. Între anii 1922-1926 este numit în funcția de prefect al județului. Își găsește sfârșitul în comuna Târnăveni la data de 21 mai 1943.

## Activitatea politică
Ioan Folea a fost ales ca delegat titular al cercului electoral Bălăușeri, la Marea Adunare Națională de la Alba Iulia de la 1 decembrie 1918. Ioan Folea a fost numit deputat în Parlamentul României între anii  1926-1927 și 1934-1937.:p.253-254

## Decorații
Ioan Folea a fost decorat cu ordinul Coroana României în rang de comandor și în rang de ofițer.:p.253- 254